# Biendorf (Bernburg (Saale))
Biendorf – wieś położona w zasięgu administracyjnym miasta Bernburg (Saale) w Niemczech, w kraju związkowym Saksonia-Anhalt, w powiecie Salzlandkreis.
Do 31 grudnia 2009 była to oddzielna gmina należąca do wspólnoty administracyjnej Nienburg (Saale).